# Totonero 1980
Totonero 1980 ou Totonero foi um escândalo referente a manipulação de resultados na Itália em 1980. Este ocorreu na série A italiana e também na Série B. Foi descoberto em 23 de março de 1980 pela Guardia di Finanza, após a declaração de dois comerciantes romanos, Alvaro Trinca e Massimo Cruciani, os quais declararam que alguns dos jogadores de futebol italianos haviam vendido as partidas de futebol por dinheiro.
Os principais protagonistas deste escândalo foram Milan, Lazio, Perugia, Bolonha, Napoli, Avellino, da Serie A; e Taranto e Palermo, da Serie B. Notavelmente, Paolo Rossi foi suspenso por três anos (reduzido para dois em apelação). Após seu retorno, ajudou a Itália em sua bem-sucedida campanha na Copa do Mundo FIFA de 1982.

## Clubes punidos
- Associazione Calcio Milan (Serie A); rebaixado para a Série B.[2]
- Società Sportiva Lazio (Serie A); rebaixado para a Série B (10 milhões no original punição).
- Unione Sportiva Avellino 1912 (Serie A); -5 pontos no início da temporada na Serie A, 1980-81.
- Bologna Football Club 1909 (Serie A); -5 pontos no início da temporada  na Serie A, 1980-81.
- Associazione Calcistica Perugia Calcio (Serie A); -5 pontos no início da temporada  na Serie A, 1980-81.
- Unione Sportiva Città di Palermo (Série B); -5 pontos no início da temporada na Serie B, 1980-81 (absolvido).
- Taranto Football Club 1927 (Série B); -5 pontos no início da temporada  na Serie B, 1980-81 (absolvido).

## Sentenças
Gestores
- Felice Colombo (Presidente do Milan); Expulso.
- Tommaso Fabretti (Presidente do Bologna); 1 ano de suspensão.

Jogadores
- Stefano Pellegrini (Avellino); 6 anos de suspensão.
- Massimo Cacciatori (Lazio); 5 anos de suspensão (posteriormente expulso).
- Enrico Albertosi (Milan); 4 anos de suspensão (posteriormente expulso).
- Bruno Giordano (Lazio); 4 anos e 6 meses de suspensão (posteriormente 1 ano e 6 meses).
- Lionello Manfredonia (Lazio); 3 anos e 6 meses (posteriormente 1 ano e 6 meses).
- Carlo Petrini (Bologna); 3 anos e 6 meses.
- Guido Magherini (Palermo); 3 anos e 6 meses (posteriormente 1 ano e 6 meses).
- Giuseppe Savoldi (Bologna); 3 anos e 6 meses.
- Lionello Massimelli (Taranto); 3 anos (posteriormente 1 ano).
- Luciano Zecchini (Perugia); 3 anos.
- Giuseppe Wilson (Lazio); 3 anos (posteriormente expulso).
- Paolo Rossi (Perugia); 2 anos (reduzido em apelo da pena original de 3 anos).
- Franco Cordova (Avellino); 1 ano e 2 meses.
- Carlo Merlo (Lecce); 1 ano (posteriormente 1 ano e 6 meses).
- Giorgio Morini (Milan); 1 ano.
- Stefano Chiodi (Milan); 6 meses.
- Piergiorgio Negrisolo (Pescara); 5 meses (posteriormente 1 ano)
- Maurizio Montesi (Lazio); 4 meses.
- Franco Colomba (Bologna); 3 meses.
- Oscar Damiani (Napoli); 3 meses (posteriormente 4 meses).